# IPhone 3G
El iPhone 3G es un teléfono inteligente multitáctil de gama alta actualmente descontinuado, diseñado y comercializado por Apple Inc.. Fue parte de la segunda generación de iPhone, y fue presentado el 11 de junio de 2008 en el WWDC 2008 en el Moscone Center en San Francisco (California).
El iPhone es internamente similar a su predecesor, pero incluye varias características nuevas en cuanto a hardware, tales como, GPS Asistido, datos 3G y soporte Tribanda UMTS/HSDPA. El iPhone 3G también poseía mejoras a nivel de software presentes en el iOS 2.0, el cual fue lanzado al mismo tiempo. Además de otras características adicionales como correo electrónico tipo Push y navegación turn-by-turn, el iOS 2.0 marco al inicio a la tienda virtual App Store, la nueva plataforma de distribución para aplicaciones de terceros.

## Historia
En este nuevo iPhone se destacó el cambio externo, sustituyendo la carcasa de aluminio del primer iPhone por un nuevo acabado más grueso de plástico disponible en colores negro y blanco.
La principal mejora en cuanto a hardware vino en la velocidad de conexión, ya que reemplazó el sistema EDGE por el 3G, norma que permite una mayor tasa y velocidad en transacción de datos para teléfonos móviles y que cubre una amplia área de telefonía inalámbrica de voz, acceso a internet de manera remota, llamadas de video y televisión.

## Artículos que incluye el embalaje
- Manual de instrucciones.
- Auriculares estéreo con micrófono incorporado.
- Cable USB con conector Dock de 30 pines.
- Herramienta para extraer la tarjeta SIM.
- Adaptador de corriente USB mini (para América).
- Adaptador de corriente USB estándar (para el resto del mundo).

## Especificaciones
- Tamaño de la pantalla: 3,5" (89 mm) 480x320 píxeles.
- Resolución de la pantalla: 480x320 píxeles en 163 ppp, multitouch, 265k colores.
- Dispositivos de entrada: el botón inicio (el botón redondo con un símbolo de un cuadrado), el botón de Encendido/Apagado/Reposo/Activación (En la parte superior derecha del aparato) y la pantalla capacitiva.
- Cámara de 2 Mega Píxeles, 1600x1200 píxeles.
- Posicionamiento por detección de células de red y redes Wi-Fi. v0.
- Procesador: Samsung S5L8900 ARM11 (412 MHz, procesador ARM 1176, GPU: no se reparan fácil 667MHz).
- Memoria RAM: 128 MB De RAM
- Capacidad de almacenamiento: 8 GB
- Sistema Operativo: iOS 2.0
- 4 bandas GSM/GPRS/EDGE: GSM 850/900/1800/1900
- Wi-Fi (802.11b/g)
- Bluetooth 2.0 con EDR
- Color: negro (8 GB)
- Tamaño: 115,5 mm × 62,1 mm × 12,3 mm
- Peso: 133 g
- Auricular jack (incluido en la caja)
- La batería tiene una duración de 10 h de conversación 2G, 5 h de conversación 3G, 6 h de empleo de Internet, 7 h de reproducción de video y hasta 24 h de reproducción de audio, durando más de 300 h sobre reserva.
- Tribanda UMTS/HSDPA: UMTS 850/1900/2100.
- A-GPS : sistema de posicionamiento global asistido.